# Salome G. Waelsch
Salome Gluecksohn-Waelsch (Gdańsk, 6 de outubro de 1907 – Nova York, 7 de novembro de 2007) foi uma geneticista teuto-americana e cofundadora do campo da genética do desenvolvimento, que analisa os mecanismos genéticos no desenvolvimento.